# Kirovka, Krîvîi Rih
Kirovka (în ucraineană Кіровка) este localitatea de reședință a comunei Kirovka din raionul Krîvîi Rih, regiunea Dnipropetrovsk, Ucraina.

## Demografie
Componența lingvistică a localității Kirovka
     Ucraineană (88,91%)
     Rusă (10,93%)
     Alte limbi (0,16%)
Conform recensământului din 2001, majoritatea populației localității Kirovka era vorbitoare de ucraineană (88,91%), existând în minoritate și vorbitori de rusă (10,93%).